# Capsicum baccatum
Capsicum baccatum или Перец ягодный является представителем рода Capsicum и является одним из пяти видов одомашненных перцев.

Разновидности перца Capsicum baccatum имеют цветки белого или кремового цвета и обычно имеют зеленый или золотой венчик. Цветки либо опыляются насекомыми, либо само опыляются. Плодовые стручки разновидностей baccatum имеют самые разные формы и размеры, в отличие от других видов стручкового перца, которые, как правило, имеют характерную форму. Стручки обычно свисают вниз, в отличие от растения Capsicum frutescens, и могут иметь цитрусовый или фруктовый аромат.
Виды Capsicum baccatum, особенно перец Ají amarillo (Ахи амарильо), происходят из древнего Перу и из Андского региона Южной Америки. Он обычно ассоциируется с перуанской кухней и считается частью его триединства приправ вместе с красным луком и кинзой. Ají amarillo буквально означает желтый перец, однако при приготовлении появляется желтый цвет, так как зрелые стручки ярко-оранжевые.
Желтый ахи - один из ингредиентов перуанской и боливийской кухни. Его используют в качестве приправы, особенно во многих блюдах и соусах. В Перу перец в основном используется в свежем виде, а в Боливии сушеный и молотый. Распространенными блюдами с Ají amarillo являются перуанское рагу Ají de gallina (курица чили), Papa a la Huancaína и боливийское Fricasé Paceño и другие. В эквадорской кухне Ají amarillo, лук и лимонный сок (среди прочего) подаются в отдельной миске вместе со многими блюдами в качестве необязательной добавки. В колумбийской кухне, перуанской кухне и эквадорской кухне ахи (соус) также является распространенной приправой.
Культурный баккатум (Capsicum baccatum var. Pendulum) - это домашний перец, который предпочитают в Боливии, Колумбии, Эквадоре, Перу и Чили. Культура Моче часто представляла в своем искусстве фрукты и овощи, в том числе перец Ají amarillo. Южноамериканские фермеры также выращивают Capsicum baccatum в качестве декоративных растений на экспорт.

## Этимология
Некоторые формы слова ахи использовались примерно с 4600 г. до н. Э. Впервые он был использован в протоязыке Otomanguean. Затем он распространился вместе с плодами стручкового перца из Центральной и Южной Америки в другие регионы выращивания перца. Capsicum baccatum по-прежнему называют ахи, в то время как другие перцы называют перцем через испанских конкистадоров, отмечая сходство ощущения тепла с черным перцем. Его латинский бином состоит из Capsicum от греческого kapos и baccatum, что означает «подобный ягоде».

## Описание

### Растения
Растения вида Capsicum baccatum являются одними из самых крупных растений рода Capsicum. В первый год они могут достигать размера более двух метров и сильно разветвляться. Растения в основном прямостоячие, но есть и разновидности, которые растут широким кустом. Листья темно-зеленые, от 5 до 30 см в длину и до 20 см в ширину. В культуре растения имеют относительно позднее цветение, поэтому высевать их следует немного раньше, чем, например, Capsicum annuum.

### Цветение
Цветки появляются поодиночке или группами в узлах оси стебля. Характерны беловато-зеленоватые лепестки с разбросанными желтоватыми, зеленоватыми или коричневатыми пятнами на основании. Тычинки от желтого до коричневого цвета. Доли чашечки четко выражены.

### Плоды
После оплодотворения плоды сначала вырастут вертикально, но по мере созревания из-за веса они будут наклоняться вниз. Большинство плодов созревают до оранжево-красного или желтого цвета, но есть и сорта, которые созревают до коричневого цвета. Формы плодов очень разные. Помимо мелких, округлых плодов ягодной формы у диких форм есть продолговато-заостренные, а также округлые и приплюснутые плоды. Поверхность плода может быть гладкой или бороздчатой.

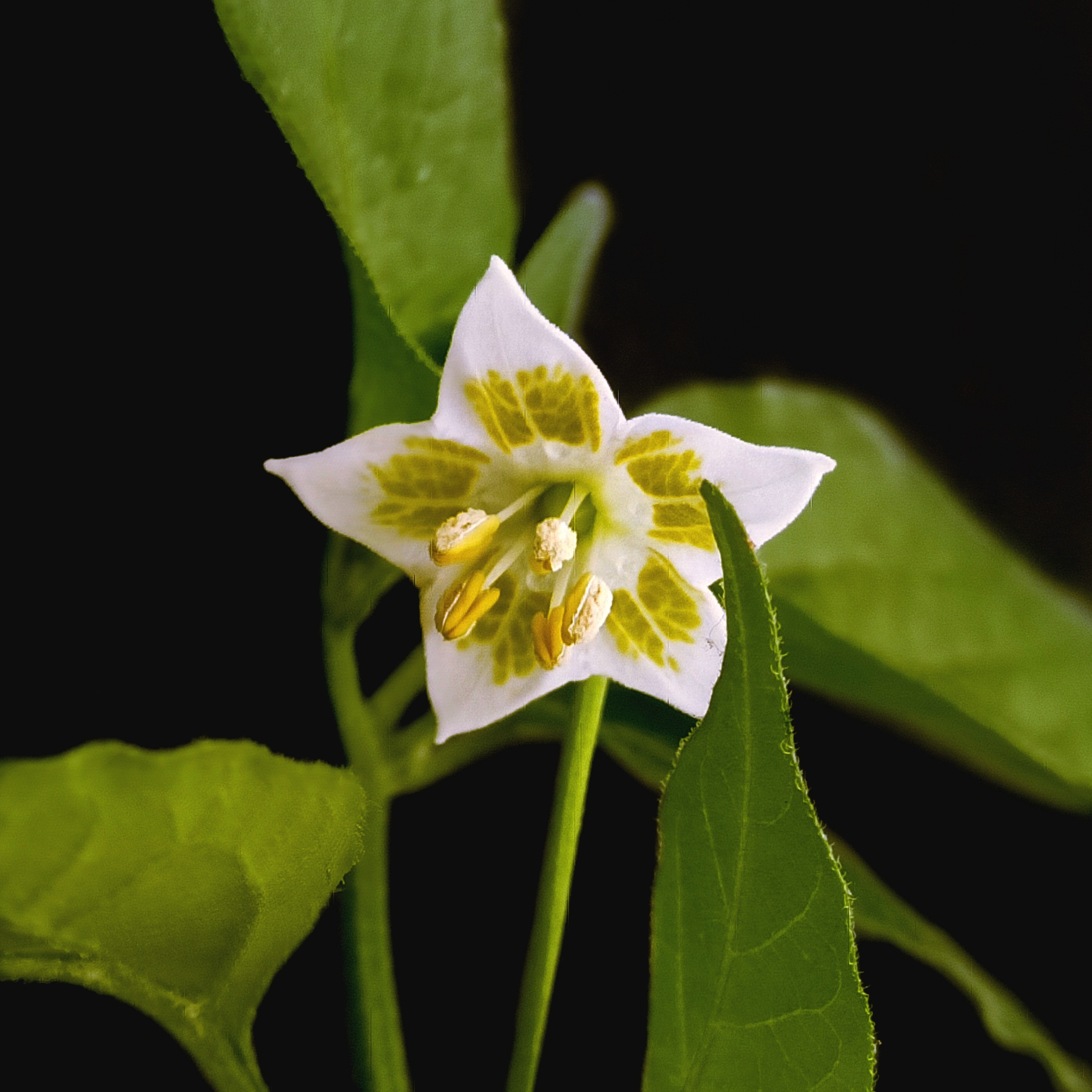
Цветок Capsicum baccatum
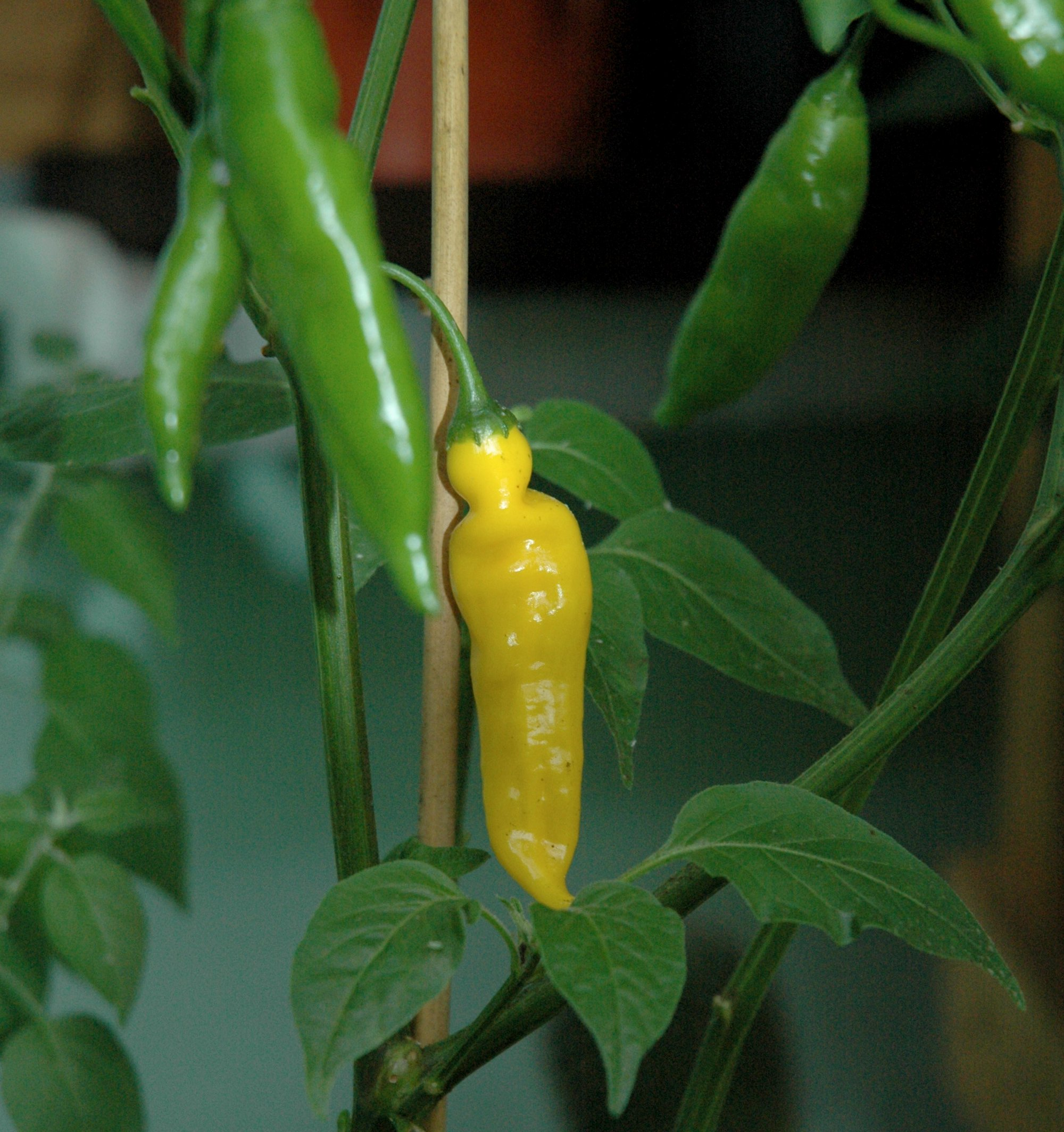
Плод перца Lemon drop
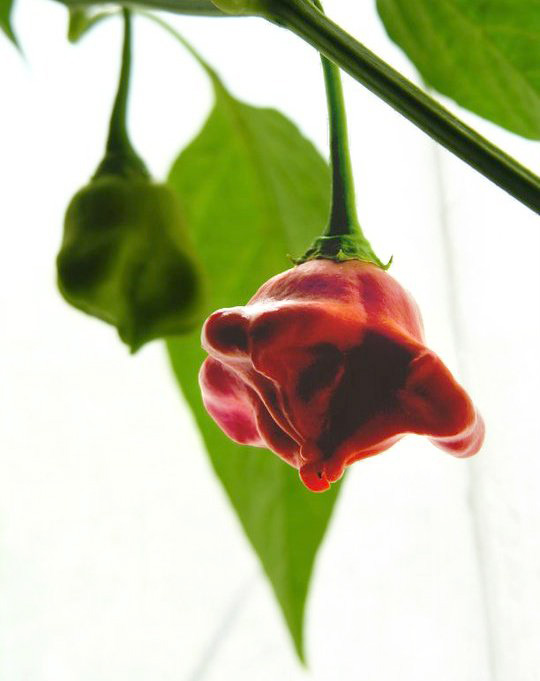
Плод перца Bishop's crown
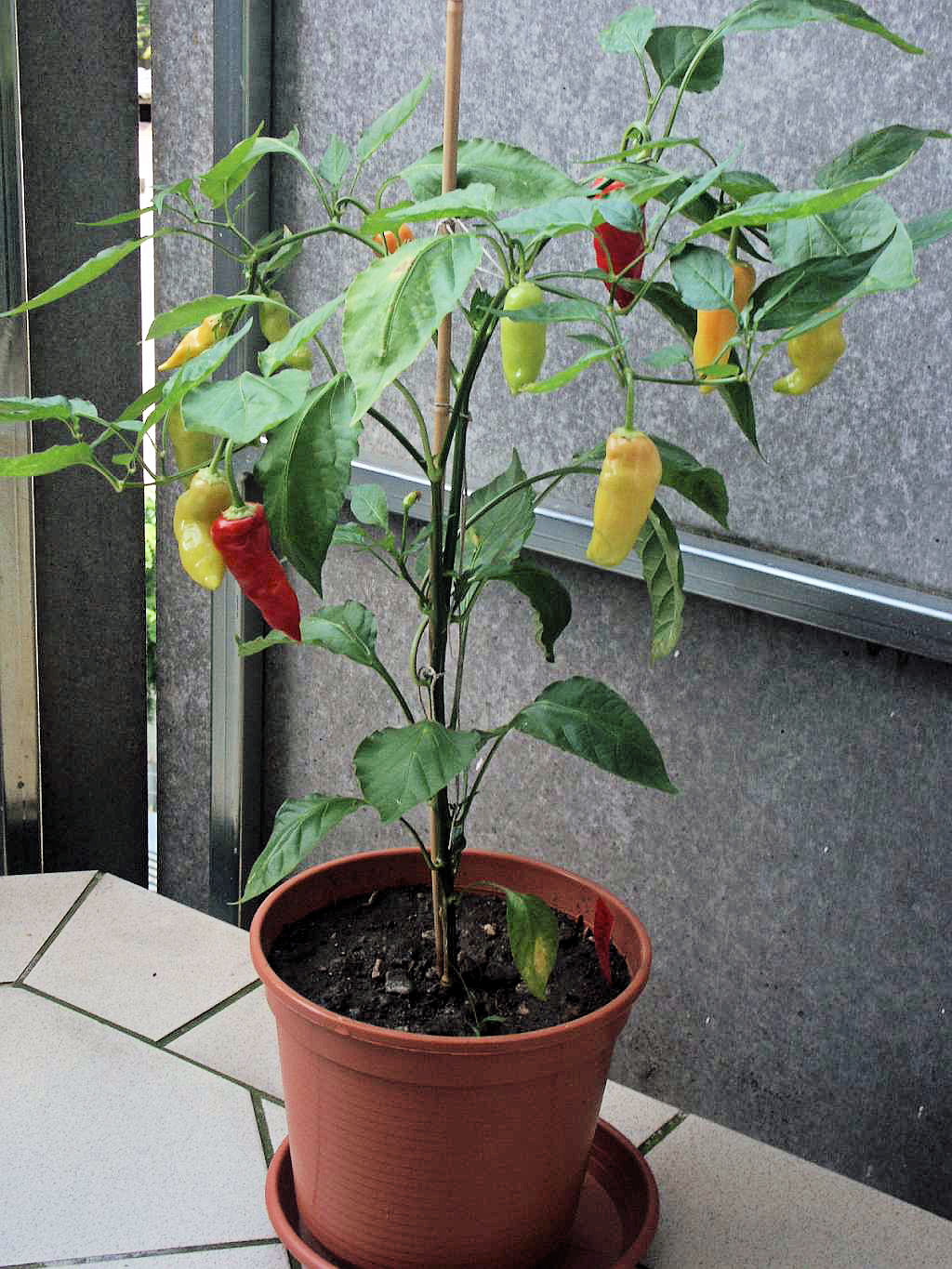
Перец Aji omnicolor
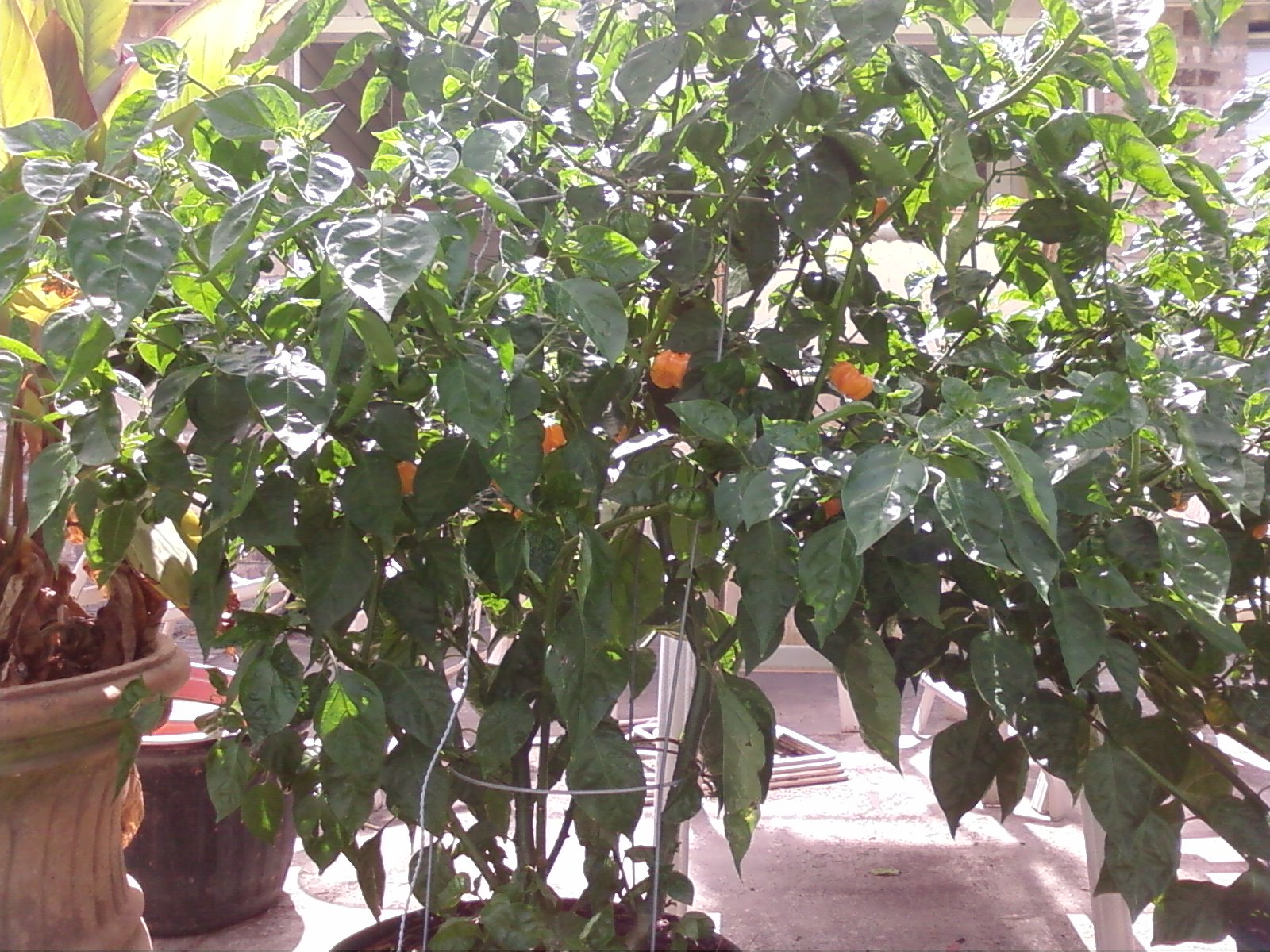
Перец Aji dulce
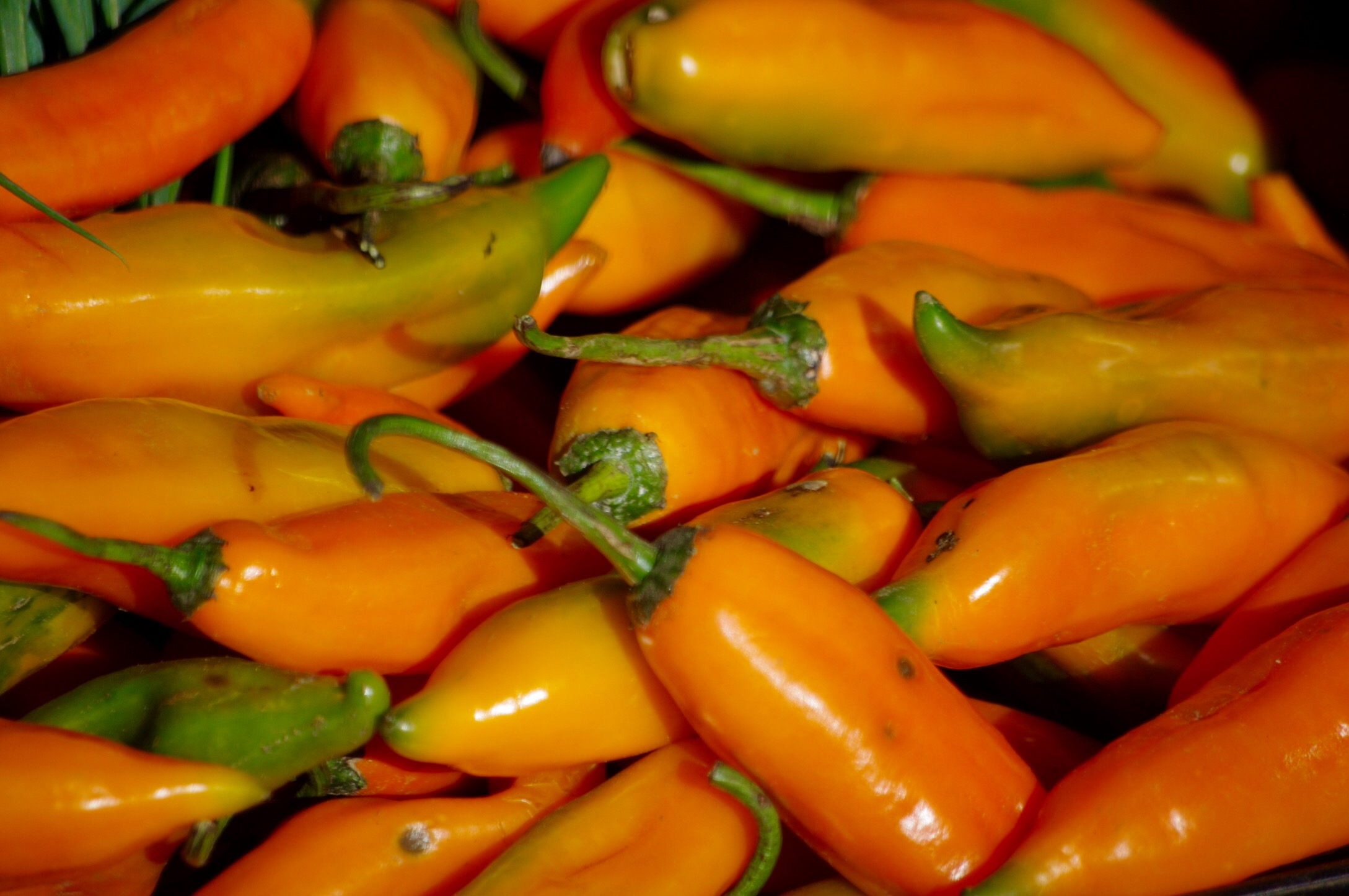
Собранный Aji amarillo
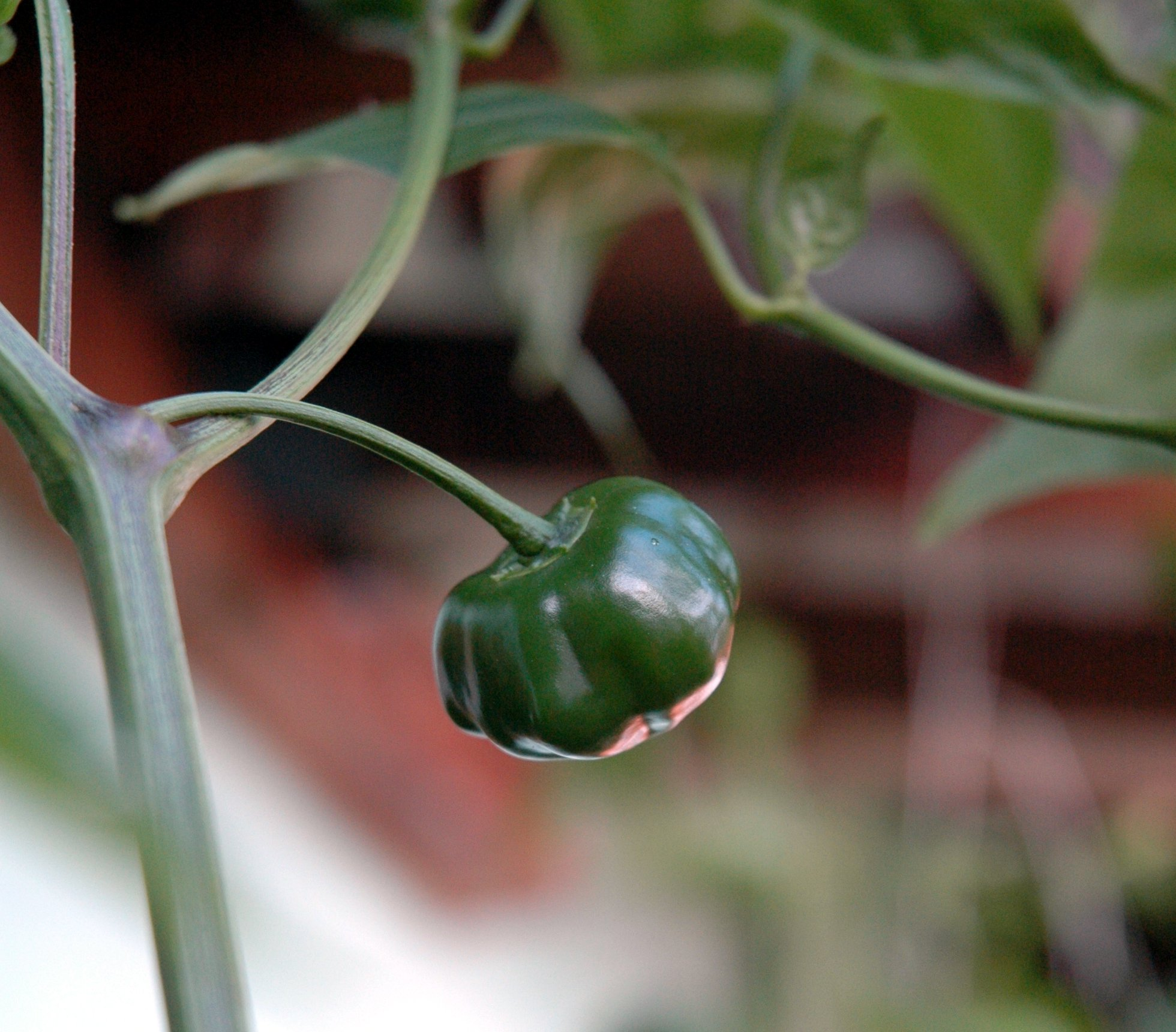
Не созревший плод Aji pumpkin

## Систематика
Вид Capsicum baccatum был впервые описан Карлом фон Линнем в его работе «Виды Plantarum» в 1753 году. Однако, поскольку он не упоминал желтоватые пятна на венчике в этом описании, другие дикие формы рода Capsicum, в основном представители Capsicum annuum, часто относились к этому виду до середины 20-го века; вид, фактически описанный Линнем, был названн Capsicum microcarpum, а культивируемые виды описаны как Capsicum pendulum. В 1964 году эту ошибку совершил Чарльз Б. Хайзер-младший. обратился впервые. У. Харди Эшбо предложил изменить номенклатуру в 1968 году, чтобы отразить первоначальное описание Линнея. Эта система, которая используется до сих пор, делит виды Capsicum baccatum на две разновидности:
- Capsicum baccatum var. Baccatum (C. baccatum L., Linn. Mant. 1:46)
- Capsicum baccatum var. Pendulum (Willdenow) Eshbaugh (Capsicum pendulum Willd. Enum. Hort. Berol. 1: 242)

Сорта различаются в основном размером цветов и плодов, Capsicum baccatum var. Pendulum также демонстрирует большую вариативность формы плодов. Вид Capsicum umbilicatum также был подчинен в 1998 году Унзикером и Барбозом как разновидность вида Capsicum baccatum:
- Capsicum baccatum var. Umbilicatum (Vell.) Hunz. & Barboza (Capsicum umbilicatum Vell., Fl. Flumin. 61, 1829) [7]

Некоторые источники также относят C. praetermissum к этому виду как Capsicum baccatum var. Praetermissum, но, согласно более поздним данным, это можно охарактеризовать как неверное.

## Сорта
К Capsicum baccatum относятся следующие сорта:
- Aji Amarillo также называется amarillo chili и ají escabeche [8]
- Aji Mango
- Aji Omnicolor/CGN 22141/PI 215739
- Aji Pineapple
- Aji Russian Yellow/PI 594138
- Bishop's crown
- Lemon drop, ají limón [8] (не путать с ají limo, сорт Capsicum chinense)
- Starfish
- Sugar Rush